# Irlbach (Bawaria)
Irlbach – miejscowość i gmina w Niemczech, w kraju związkowym Bawaria, w rejencji Dolna Bawaria, w regionie Donau-Wald, w powiecie Straubing-Bogen, wchodzi w skład wspólnoty administracyjnej Straßkirchen. Leży około 15 km na południowy wschód od Straubingu, nad Dunajem, przy linii kolejowej Ratyzbona – Wels.

## Dzielnice
W skład gminy wchodzą dwie dzielnice: Irlbach i Amselfing.

## Demografia
| Rok  | Liczba mieszk. |
| ---- | -------------- |
| 1970 | 1161           |
| 1987 | 1131           |
| 2000 | 1176           |